# Cosmosoma nigrithorax
Cosmosoma nigrithorax är en fjärilsart som beskrevs av Max Wilhelm Karl Draudt 1915. Cosmosoma nigrithorax ingår i släktet Cosmosoma och familjen björnspinnare. Inga underarter finns listade i Catalogue of Life.